# Astyanax stilbe
Astyanax stilbe är en fiskart som först beskrevs av Cope, 1870.  Astyanax stilbe ingår i släktet Astyanax och familjen Characidae. Inga underarter finns listade.